# Palacio de Justicia del Condado de Passaic
El complejo del Palacio de Justicia del Condado de Passaic está ubicado en la ciudd de Paterson, la sede del condado de Passaic (Estados Unidos).

## Antiguo Palacio de Justicia y Anexo
El Palacio de Justicia y el Anexo están ubicados en 71 y 63-65 Hamilton Street, respectivamente. El Palacio de Justicia del Condado de Passaic se construyó entre 1898 y 1903. Fue diseñado por el arquitecto Samuel Burrage Reed y es un excelente ejemplo de estilo neoclásico. El Anexo fue construido en 1899 como la Oficina de Correos de los Estados Unidos siguiendo un diseño del arquitecto Fred Wesley Wentworth en el estilo neobarroco holandés. El condado adquirió el edificio en 1936 y el edificio se volvió a inaugurar como el Edificio de Administración, que se anexó a la corte del condado adyacente.
En octubre de 2012, se determinó que los edificios eran elegibles para los registros estatales y federales de lugares históricos. La oficina de preservación histórica del estado de Nueva Jersey otorgó una subvención de 20 000 dólares para preparar las nominaciones para la inclusión en la lista. Se restauró la entrada principal del antiguo palacio de justicia que se había deteriorado y se reabrió en 2014.  Se incluyeron en 2015. 

## Palacio de Justicia y Edificio Administrativo
El Palacio de Justicia del Condado de Passaic está ubicado en 77 Hamilton Street, fue construido en 1968 para albergar los tribunales y la administración del condado El adyacente Edificio de Administración del Condado de Passaic fue construido en 1994 y está ubicado en 401 Grand Street.

## Galería

Anexo original
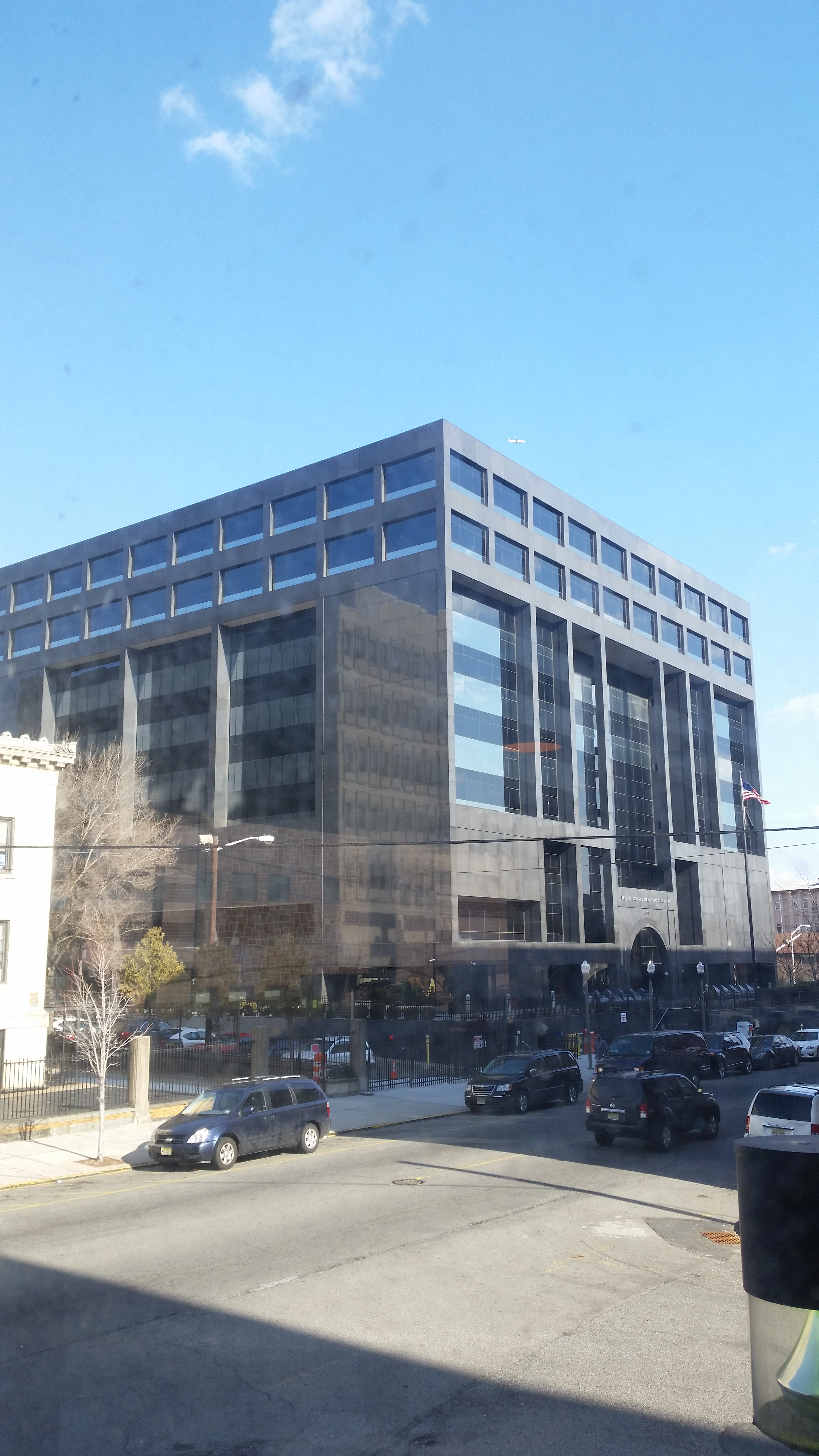
401 Grand Street